# Rudolf Norrman
Bengt Rudolf Georg Norrman, född 3 maj 1903 i Trelleborgs församling, Malmöhus län, död 27 maj 1965 i Strängnäs stadsförsamling, Södermanlands län, var en svensk kyrkomusiker och domkyrkoorganist.

## Biografi
Norrman avlade högre organist- och musiklärarexamen vid Kungliga Musikkonservatoriet och tjänstgjorde som organist och musiklärare i Falköping 1935, Bollnäs 1936-40 och från 1940 som domkyrkoorganist i Strängnäs och även som musiklärare vid läroverket där. Han tonsatte en del psalmer och arrangerade visor.